# Береника I
Береника I (Βερενίκη Α', умрла 279. п. н. е.) била је супруга или љубавница краља хеленистичког Египта Птолемеја I Сотера, оснивача династије Птолемејида.
Береника, ћерка Мага, била је прво супруга незнатног македонског аристократе Филипа коме је родила ћерку Антигону и сина Мага, будућег краља Кирене. После Филипове смрти дошла је 321. п. н. е. у Египат као дворска пратиља Еуридике, ћерке Антипатра и невесте Птолемеја Сотера. Међутим, изгледа да је Береника привукла Птолемејеву пажњу тако да је краљ, слично другим македонским владарима, живео са две жене у исто време. Береника му је родила будућег Птолемеја II Филаделфа и ћерку Арсиноју II.
Птолемеј I је по Беренику назвао лучки град Беренику који је основао на обали Црвеног мора. Краљ Епира Пир, који се оженио принцезом Антигоном, основао је град који је назвао Береникида. Најзад, Птолемеј II Филаделф је наложио да се његовој мајци одају божанске почасти.